# 松塚駅
松塚駅（まつづかえき）は、奈良県大和高田市松塚にある、近畿日本鉄道（近鉄）大阪線の駅である。駅番号はD26。

## 歴史
- 1925年（大正14年）3月21日：大阪電気軌道八木線（現在の大阪線）の八木 - 高田間開通と同時に開業[2]。
- 1941年（昭和16年）3月15日：参宮急行電鉄との会社合併により、関西急行鉄道の駅となる[2]。
- 1944年（昭和19年）6月1日：会社合併により近畿日本鉄道の駅となる[2]。
- 2007年（平成19年）4月1日：PiTaPa使用開始[3]。
- 2014年（平成26年）12月21日：終日無人駅化。

## 駅構造
相対式2面2線のホームを持つ盛土上の地上駅。駅舎（改札口）は1番ホーム側の大和八木寄りにある。改札口は1ヵ所のみ。ホーム有効長は6両。待合室は設置されていない。
大和高田駅管理の無人駅で、PiTaPa・ICOCA対応の自動改札機および自動精算機（回数券カードおよびICカードのチャージに対応）が設置されている。

### のりば
| のりば | 路線     | 方向 | 行先           |
| ------ | -------- | ---- | -------------- |
| 1      | D 大阪線 | 下り | 名張方面       |
| 2      | D 大阪線 | 上り | 大阪上本町方面 |

## 当駅乗降人員
近年における当駅の1日乗降人員の調査結果は以下の通り。
- 2023年11月7日：1,165人
- 2022年11月8日：1,133人
- 2021年11月9日：1,189人
- 2018年11月13日：1,362人
- 2015年11月10日：1,299人
- 2012年11月13日：1,298人
- 2010年11月9日：1,212人
- 2008年11月18日：1,288人
- 2005年11月8日：1,624人

## 利用状況
近年の1日平均乗車人員は以下の通りである。
| 年度               | 1日平均 乗車人員 |
| ------------------ | ---------------- |
| 1985年（昭和60年） | 1,358            |
| 1986年（昭和61年） | 1,356            |
| 1987年（昭和62年） | 1,406            |
| 1988年（昭和63年） | 1,461            |
| 1989年（平成元年） | 1,500            |
| 1990年（平成2年）  | 1,528            |
| 1991年（平成3年）  | 1,486            |
| 1992年（平成4年）  | 1,365            |
| 1993年（平成5年）  | 1,255            |
| 1994年（平成6年）  | 1,181            |
| 1995年（平成7年）  | 1,142            |
| 1996年（平成8年）  | 1,061            |
| 1997年（平成9年）  | 951              |
| 1998年（平成10年） | 893              |
| 1999年（平成11年） | 875              |
| 2000年（平成12年） | 843              |
| 2001年（平成13年） | 858              |
| 2002年（平成14年） | 827              |
| 2003年（平成15年） | 795              |
| 2004年（平成16年） | 786              |
| 2005年（平成17年） | 714              |
| 2006年（平成18年） | 683              |
| 2007年（平成19年） | 628              |
| 2008年（平成20年） | 602              |
| 2009年（平成21年） | 546              |
| 2010年（平成22年） | 562              |
| 2011年（平成23年） | 584              |
| 2012年（平成24年） | 616              |
| 2013年（平成25年） | 638              |
| 2014年（平成26年） | 620              |
| 2015年（平成27年） | 607              |
| 2016年（平成28年） | 615              |
| 2017年（平成29年） | 624              |
| 2018年（平成30年） | 610              |
| 2019年（令和元年） | 596              |

## 駅周辺
- 大和高田松塚簡易郵便局
- 中和幹線
- 曽我川
- 葛城川

## その他
- かつて当駅最寄りの奈良県立高田東高等学校の生徒が利用する専用改札が設けられていたが、同高校は2005年（平成17年）に県立広陵高校と統合、奈良県立大和広陵高等学校となって移転となり、現在はその学生専用改札が使用される事は無くなった。

## 隣の駅
近畿日本鉄道
D 大阪線
■快速急行・■急行
通過
■準急・■区間準急・■普通
大和高田駅 (D25) - 松塚駅 (D26) - 真菅駅 (D27)